# Kecamatan Tanjung Palas Timur
Kecamatan Tanjung Palas Timur (indonesiska: Tanjung Palas Timur) är ett distrikt i Indonesien.   Det ligger i provinsen Kalimantan Utara, i den norra delen av landet, 1 600 km nordost om huvudstaden Jakarta.